# Villers-Buzon
Villers-Buzon è un comune francese di 274 abitanti situato nel dipartimento del Doubs nella regione della Borgogna-Franca Contea.

## Società

### Evoluzione demografica
Abitanti censiti